# Howdy
Howdy ist ein englischer und amerikanischer Gruß, der ursprünglich „Wie geht es dir?“, heute aber einfach „Hallo“ bedeutet. Er ist eine Zusammenziehung von How do ye [alt für: you; „ihr“, „Sie“] und trat früher in zahlreichen Schreibvarianten auf.
Im Englischen ist er seit dem 16. Jahrhundert bezeugt. In Großbritannien gilt er heute als veraltet, aber besonders in den US-amerikanischen Gliedstaaten Arizona, Idaho, New Mexico, Nevada, Oregon und Texas sowie in der US-amerikanischen Country-, Western- und Truckerszene lebt der Gruß weiterhin fort. Der Begriff prägte auch eine regionale Hörfunksendung von MDR 1 (Radio Thüringen) und 911 – Deine Talkshow bei Energy.
Howdy war außerdem der Name eines der Maskottchen der Olympischen Winterspiele 1988 im kanadischen Calgary.